# ボリス・エプスタイン
ボリス・エプスタイン（英語: Boris Epshteyn、1982年8月14日 - ）は、アメリカの共和党の政治戦略家、弁護士、投資銀行家。ドナルド・トランプの2020年大統領選挙運動で戦略顧問を務め、大統領就任後もトランプの側近であり続けた。2019年12月までシンクレア・ブロードキャスト・グループの主任政治コメンテーターを務めた。ドナルド・トランプの2016年アメリカ合衆国大統領選挙運動の上級顧問であり、かつてはジョン・マケインの2008年大統領選挙運動にも携わっていた。トランプの当選後、エプスタインは大統領就任委員会の広報部長に任命され、その後2017年3月に辞任するまでホワイトハウス事務局で代理業務の広報部長補佐を務めた。2020年大統領選挙でのジョー・バイデンの勝利認定を阻止しようとしたトランプ弁護士チームのメンバーだった。

## 幼少期と教育
1982年にソビエト連邦のモスクワで、アンナ・シュルキナ（Anna Shulkina）とアレクサンドル・エプスタイン（Aleksandr Epshteyn）の息子として生まれた。家族はロシア系ユダヤ人である。1993年に家族と共に難民としてアメリカに移住し、1990年のローテンバーグ修正条項に基づいてニュージャージー州プレインズボロ郡区に定住した。2000年にウェスト・ウィンザー＝プレインズボロ高等学校を卒業した。同年にスワースモア大学に入学し、ジョージタウン大学に編入する前に1年間通った。
エプスタインはジョージタウン大学外交学部（Georgetown University School of Foreign Service、BSFS、2004年）を卒業した。ジョージタウン大学の学部生だった頃、アルファ・イプシロン・パイ（AEPi）友愛会のイータ・シグマ（Eta Sigma）支部に参加した。2007年にジョージタウン大学ロー・センターを法学博士号を取得して卒業した。

## キャリア
ロースクールを卒業した後、ミルバンク、ツイード、ハドリー&マックロイの財務業務に携わった。エプスタインは証券取引、私募、銀行融資に携わった。
2008年、マケイン＝ペイリン陣営の広報補佐官を務めた。選挙期間中、副大統領候補のサラ・ペイリンに関連する問題に集中する迅速対応タスクフォースの一員だった。
2013年に金融取引業規制機構（Financial Industry Regulatory Authority）によって同社が追放されるまで、優良投資銀行のウェスト・アメリカ・セキュリティーズ・コーポレーション（West America Securities Corporation）でビジネス・法務部門の担当責任者を務めていた。同年から2017年まで、投資銀行会社のTGPセキュリティーズ（TGP Securities）のビジネス・法務部門の担当責任者を務めた。2013年10月、投資カンファレンス「Invest in Moscow!」でパネルの司会を務めた。このパネルは主にモスクワ市政府関係者で構成されており、その中にはモスクワ市の対外経済・国際関係部門を率いるセルゲイ・チェレミン（Sergey Cheremin）市大臣も含まれる。

### 2016年のトランプ陣営
2016年のアメリカ合衆国大統領選挙期間中、ドナルド・トランプ陣営の上級顧問を務め、トランプに代わってトランプメディアの代理人としてテレビに頻繁に出演した。
2016年9月、MSNBCのハリー・ジャクソンの質問に答え、ドナルド・J・トランプ財団が費用を負担したトランプの肖像画がフロリダ州にあるトランプ所有の営利ゴルフリゾート、トランプ・ナショナル・ドラール・マイアミに展示されることになった理由について新たな説明を提供した。エプスタインは、「IRSの規則では、財団が物品を所有している場合、保管コストを補助するために、個人が財団を代表してそれらの物品を保管できると具体的に規定している。これは全く適切だ」と述べた。エプスタインの説明は、事実上、トランプは自分の財団を利用してリゾートのための美術品を購入したわけではなく、それは自己取引になるというものだった。代わりに、トランプのリゾートは、独自の従業員や事務所スペースを持たない財団が所有物の1つを保管するのを支援していた。エプスタインの説明では、保管サービスがその肖像画を保管スペースに保管するのではなく、公共の場で展示することを要求した理由を説明できなかった。同様に、トランプ・ナショナル・ドラール・マイアミがトランプ財団とトランプの肖像画だけにそのような保管サービスを提供した理由を説明できなかった。
2016年9月、メディア監視団体のメディア・マターズ・フォー・アメリカは、CNN、FOXニュース、PBSがエプスタインの「旧ソ連との経済的関係には、ストラテジー・インターナショナルLLC（Strategy International LLC）を通じた『東ヨーロッパで事業を行う企業』へのコンサルティングや、『モスクワでの投資機会』に関するロシア主催の会議の司会進行などが含まれる」ことを明らかにしなかったことを批判した。
2016年10月の「ニューヨーク・タイムズ」の記事では、3人の政治評論家が別々のインタビューで、エプスタインが「ショースタッフやメイクアップアーティストなどに対して失礼で見下すような態度をとることが多かった」と述べた。MSNBC番組ホストのジョイ・リードは「ボリスは嫌味だ。放送中も放送外もそういう人だ」と語った。
最後の大統領候補者討論会の前後に、トランプ陣営のFacebook Live中継の共同ホストを務めた。また、トランプ陣営のFacebookの夜間の生放送番組『Trump Tower Live（トランプ・タワー・ライブ）』のアンカーも務めた。
2020年のアメリカ合衆国大統領選挙期間中、トランプ陣営の上級顧問を務めた。
2020年11月25日、新型コロナウイルス検査で陽性反応が出たと報じられた。

### トランプ政権
エプスタインは第1次トランプ政権発足と同時に特別補佐官に就任した。2017年1月のホロコースト記念日に向けて物議を醸したトランプの声明を執筆したが、その中でユダヤ人への言及は一切省略されていた。この不作為に対する批判を受けて、ショーン・スパイサー報道官は、この声明は「ユダヤ人であり、ホロコースト生存者の子孫である個人」によって書かれたものであると擁護した。同年3月末に同職を辞任した。

### シンクレア・ブロードキャスト・グループ
2017年4月中旬、シンクレアはエプスタインを上級政治アナリストとして採用したと発表した。この任命に関して、シンクレアのスコット・リビングストン（Scott Livingston）は、「政府や伝統的な組織に対する不満は理解している」と部分的に述べた。エプスタインは、「思慮深く影響力のある報道を全国に提供するというシンクレアの使命を大いに称賛する」と部分的に述べた。当時、「バラエティ」は、2016年12月にジャレッド・クシュナーがトランプ陣営と同社との協議や同社に提供されたコンテンツを暴露したことにも言及し、シンクレアは「激しく否定」したと報じた。 シンクレアでのエプスタインのコーナーは2019年末に終了した。

### トランプの大統領顧問
エプスタインは、2020年のトランプ再選運動の戦略顧問であり、トランプ諮問委員会「ユダヤ人の声（Jewish Voices）」の共同議長を務めた。同選挙運動のユダヤ人支援を主導し、全米のメディアのインタビューに出演し、フロリダ、ペンシルベニア、ニューヨークを含む全米の大規模イベントに参加した。
トランプは1988年のジョージ・H・W・ブッシュ以来、共和党大統領候補に対するユダヤ人の支持率が最も高く、全米で30％、トランプ氏が勝利した主な激戦州のフロリダ州では42％を獲得した。トランプのユダヤ人有権者に対する2020年の結果は、全米でユダヤ人票の24％、フロリダ州で30％を獲得した2016年の合計よりも高かった。
トランプが選挙に敗れた後、エプスタインは、2021年1月6日に上院本会議場でマイク・ペンス副大統領によってジョー・バイデンの勝利が認定される数日前に、ホワイトハウスから1ブロック離れたウィラード・ホテルの「司令センター」に集まったチームのメンバーだった。チームの目的は、バイデンの勝利認定を阻止することであった。1月2日、トランプと2人の弁護士、ルディ・ジュリアーニとジョン・イーストマンは、バイデンが勝利した激戦州の共和党州議会議員約300名と電話会議を開き、バイデンが獲得した選挙人名簿を取り消し、ペンスが認定するためにトランプの選挙人名簿に置き換えるために州議会の特別会議を招集するために利用する可能性がある広範な投票不正の虚偽の申し立てを提供した。1月5日、アリゾナ州、ジョージア州、ミシガン州、ペンシルベニア州、ウィスコンシン州の数十人の共和党議員がペンスに書簡を送り、選挙人名簿を取り替える時間を確保するため1月6日の認定を10日間延期するよう求めた。ペンスはこの要請に応じず、また同日、副大統領が単に選挙人団の結果を拒否することを選択できるというイーストマンの提案も拒否した。結果を認定する副大統領の役割は憲法上閣僚的なものである。2021年10月に「ワシントン・ポスト」に対し、ペンスには「広範な不正行為を調査し、1月20日の就任式のかなり前に報告するため、この問題を10日間州に返送する憲法上の権限がある」と引き続き信じていると語った。
2020年12月にジュリアーニと協力し、トランプに忠実な「代替選挙人」の名簿を作成するよう7州の共和党当局者を説得し、認定のためにペンスに提出することになった。エプスタインらは、これは1960年の大統領選挙と同様の偶発的な出来事であり、ハワイでの後期の投票再集計の結果が出るまで2つの選挙人名簿が用意されていたと主張した。両党は再集計に同意し、最終的にはジョン・F・ケネディが同州で勝利したが、選挙の結果はハワイの結果には左右されなかった。対照的に、2020年の選挙の場合、複数の州で補欠選挙人名簿の必要性が示されたのは、全国的な選挙不正の証明されていない根強い主張が前提となっていた。エプスタインは、補欠選挙人の名簿は不正ではなく、「法律に違反しているわけではなく、法律に従っている」と主張した。
トランプの大統領退任後、エプスタインは前大統領と緊密な関係を築き、トランプを捜査している人々に対しては融和的ではなく対立的なアプローチを追求するようアドバイスしてきた。2022年1月、前年1月6日の襲撃事件に関して下院特別委員会で証言するよう召喚状を受けた。
エプスタインは、2023年4月の罪状認否のためマンハッタンを訪れるトランプに同行した。
2023年8月1日にトランプを共謀罪で起訴する際の「Co-Conspirator 6（共謀者6）」の有力な身元として「ニューヨーク・タイムズ」によって特定された。

## 私生活
2009年にGoogleの営業マネージャーのローレン・タニック・エプスタイン（Lauren Tanick Epshteyn）と結婚した。1人の子供がいる。
エリック・トランプの友人でもあり、同じくジョージタウン大学に通っていた。

## 法的問題
2014年、バーでの口論の後、軽罪暴行で起訴された。アンガーマネジメントカウンセリングを受け、社会奉仕を行うことに同意したため、告訴は取り下げられた。
2021年10月10日、ナイトクラブで逮捕された。4件の告訴のうち3件は棄却された。エプスタインは「秩序を乱す破壊的な行動や喧嘩」の罪を認め、執行猶予中だった。執行猶予の後、有罪判決は取り消された。また、アルコール治療のために差し戻された。